# Le Mesnil-Saint-Denis
Le Mesnil-Saint-Denis è un comune francese di 6 831 abitanti situato nel dipartimento degli Yvelines nella regione dell'Île-de-France.

## Storia

### Simboli
Lo stemma è stato adottato nel 1979 e riprende il blasone della famiglia Habert de Montmor con lo sfondo azzurro sostituito dal rosso, e a cui è stato sovrapposto l'emblema dell'Île-de-France.

## Società

### Evoluzione demografica
Abitanti censiti